# アニレリジン
アニレリジン(Anileridine、商標名:Leritine)は、1950年代にメルク・アンド・カンパニーが開発したピペリジン系の合成鎮痛剤である。ペチジンのN-メチル基がN-アミノフェネチル基で置き換わった構造を持ち、このため、鎮痛剤としての性質が強まっている。
アメリカ合衆国及びカナダでは、アニレリジンはもう製造されていない。

## 薬物動態
錠剤または注射で投与される。アニレリジンは、通常、経口または静脈への投与から15分以内に効果を表し、2-3時間持続する。大部分は肝臓で代謝される。